# Jørgen Tandberg
Jørgen Johan Tandberg, född den 3 juni 1816 i Tønsberg, död den 28 november 1884 i Kristiansand, var en norsk biskop, far till Jens Frølich Tandberg.
Tandberg blev teologie kandidat 1838, lärare och skolföreståndare 1840–48, kaplan i Nordhordland 1848, stiftsprost 1870, biskop i Kristiansands stift 1882. Han representerade Søndre Bergenhus amt i stortinget 1857–58, var medlem av den stora kirkekommissionen 1859–70 och ordförande dels i 1879 års dissenterlovkommission, dels i "Schreudermissionen" i Afrika 1874–82 samt deltog även i övrigt mycket i den kyrkopolitiska och teologiska diskussionen. Bland hans skrifter kan utom predikningar nämnas Hvorvidt er det en christens pligt at bidrage til hedningemissionens formaal? (1865).